# DSG (Volkswagen)
- M: Motor

Schematic diagram of a dual-clutch gearbox: M: Motor
A: Arborele de antrenare și de antrenare primar
B: Dublu ambreiaj
C: Arborele antrenat
D: Arborele transversal, gol, angrenaje egale
E: Layshaft, angrenaje impare
F: Ieșire

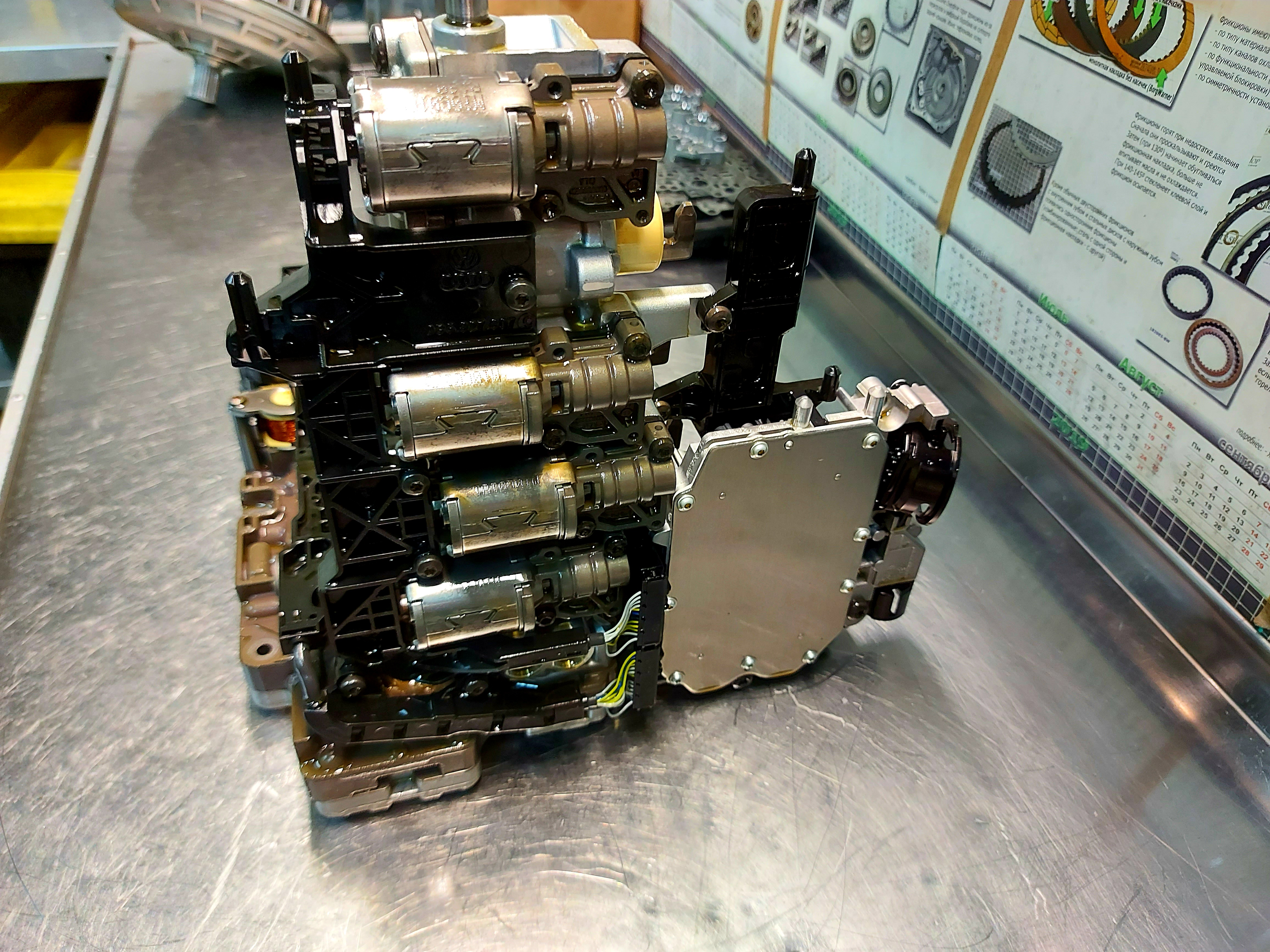
DSG DL 501

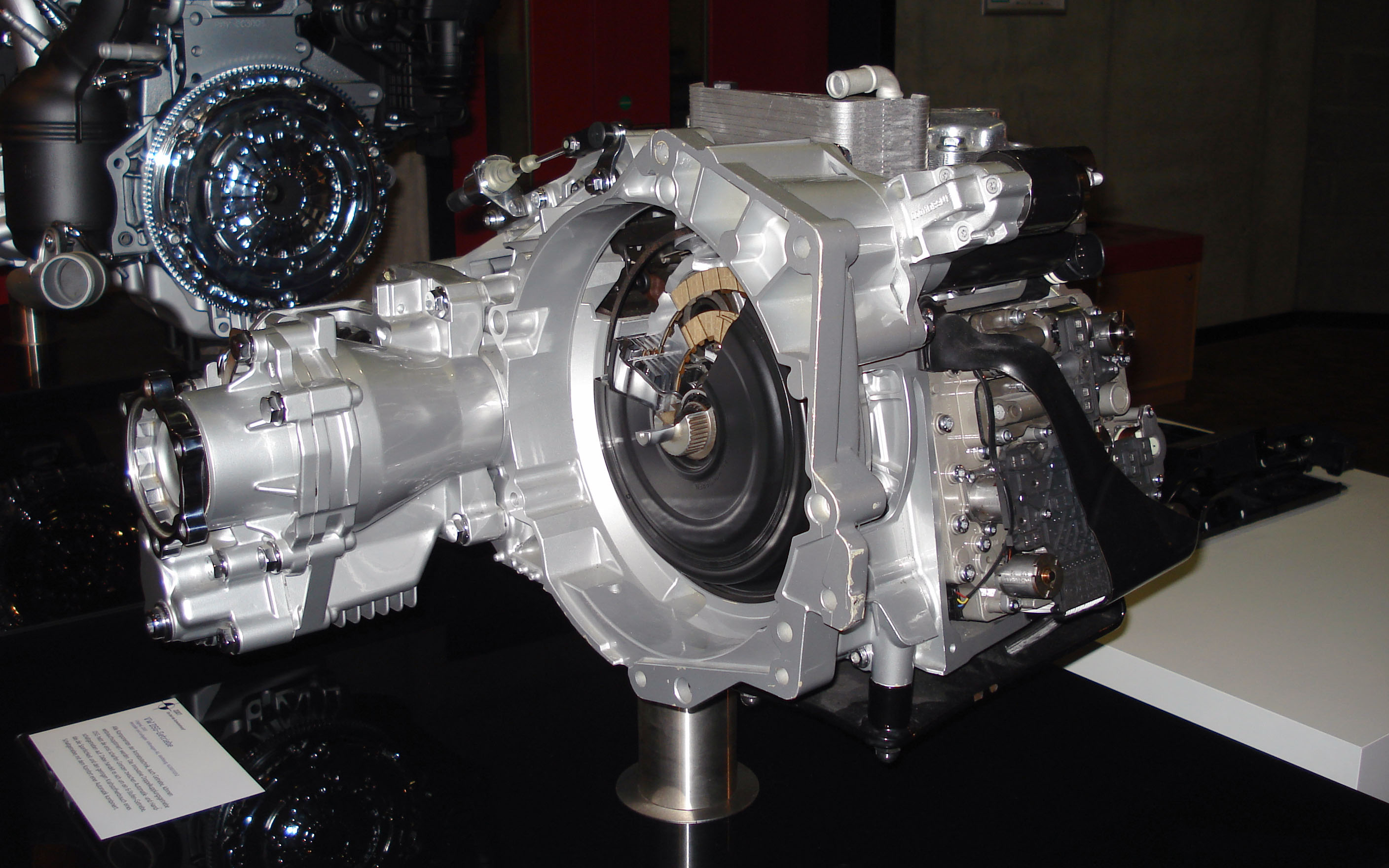
Vedere a unei cutii de viteze cu schimbare directă cu 6 trepte a Grupului Volkswagen. Ambreiajele multiplacă concentrice au fost secționate, împreună cu modulul de mecatronică. Aceasta arată, de asemenea, priza de putere suplimentară pentru distribuirea cuplului către puntea spate pentru aplicațiile cu tracțiune integrală.

O cutie de viteze cu schimbare directă (în engleză direct-shift gearbox (DSG), germană Direktschaltgetriebe) este o cutie de viteze automată, cu dublu ambreiaj, cu arbore multiplu, controlată electronic, fie într-o cutie de viteze, fie într-un aspect tradițional al transmisiei (în funcție de configurația motorului/transmisiei), cu funcționare automată a ambreiajului și cu selecție complet automată sau semimanuală a treptelor. Primele transmisii cu dublu ambreiaj au fost derivate din dezvoltarea internă Porsche pentru Porsche 962 în anii 1980.
În termeni simpli, un DSG automatizează două cutii de viteze (și ambreiaje) „manuale” separate conținute într-o singură carcasă și funcționând ca o singură unitate. A fost proiectat de BorgWarner și este licențiat Grupului Volkswagen, cu sprijinul IAV GmbH. Prin utilizarea a două ambreiaje independente, un DSG poate realiza timpi de schimbare mai rapizi și elimină convertorul de cuplu al unei cutii de viteze automate epiciclice convenționale.